# عليحسين (مقاطعة دورة)
عليحسين (بالفارسية: علی‌حسین) هي قرية تقع في قسم ويسيان الريفي (مقاطعة دورة) في إيران.